# Lendrikkapel

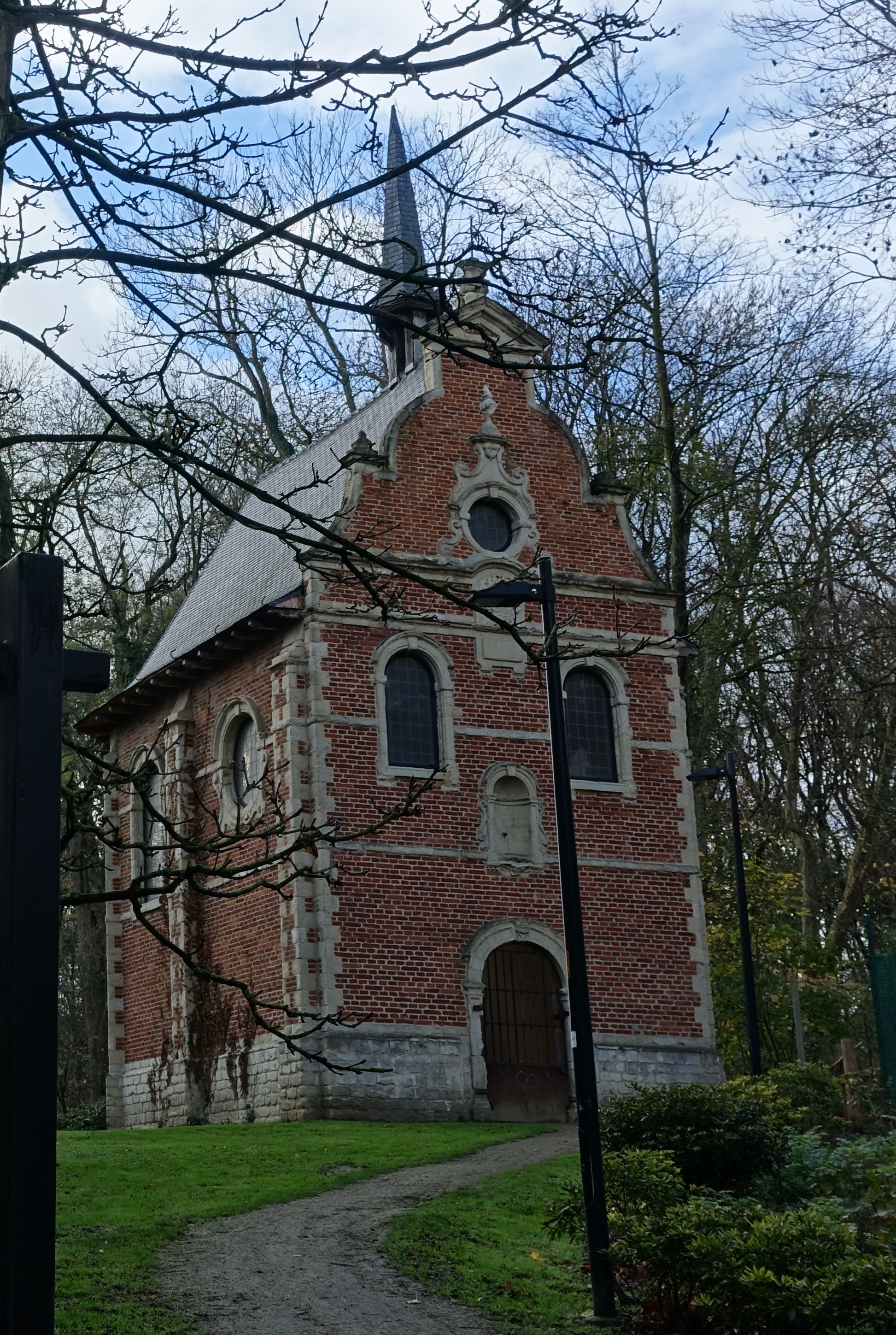
De Lendrikkapel in Domein Drie Fonteinen, Drie Fonteinen, Vilvoorde

De Lendrikkapel is een kapel in het Vilvoordse Domein Drie Fonteinen gewijd aan Landricus van Zinnik.

## Geschiedenis
Oorspronkelijk werd de kapel in 1667 gebouwd in het verdwenen gehucht Ransbeek in de huidige Brusselse deelgemeente Neder-Over-Heembeek. De kapel werd gebouwd op kosten van Jean de Béjar (jr), kanunnik en scholaster en vanaf 1700 tot zijn dood in 1709 deken van de Gentse Sint-Baafskerk. Jean de Béjar jr (25 augustus 1621 - Gent, 9 april 1709), was de zoon van Jean de Béjar sr. en Anna Butkens, de eerste Vrouwe van Crayenhove en Ransbeek. De kapel werd ingewijd op 13 oktober 1669. Oorspronkelijk stond ze aan een bron op een hoogte boven het kanaal: de Font St-Landry of Sint-Lendriksborre. Op deze locatie rest vandaag nog een klein bosje, het Sint-Lendriksbosje, tussen de ring en moderne industrieterreinen aan de De Béjarlaan.
Toen de omgeving van Ransbeek in de twintigste eeuw verloederde en sterk bedreigd werd door de bouw van een enorme cokesfabriek (Cokeries de Marly), liet Daniël Campion, toenmalig gemeenteraadslid, de kapel in 1930-1931 steen voor steen afbreken en op zijn kasteeldomein op de huidige plaats heropbouwen in de periode 1933-1934.
De kapel werd naar verluidt “zacht” gerestaureerd in 1978.

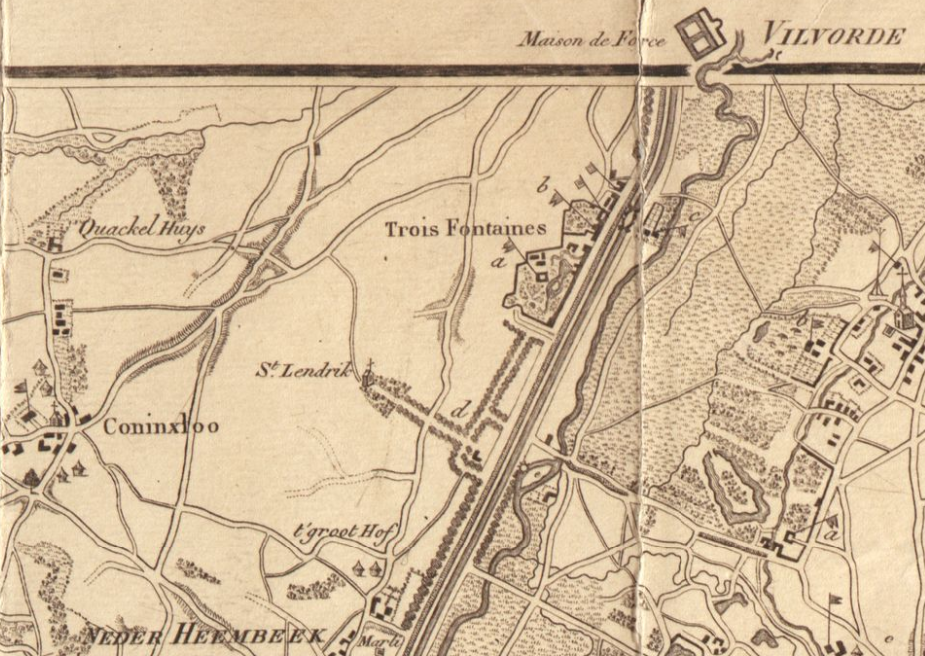
De kapel op een kaart van Brussel en omgeving uit 1810, uitsnede rond Drie Fonteinen en Ransbeek

## Wandelpad

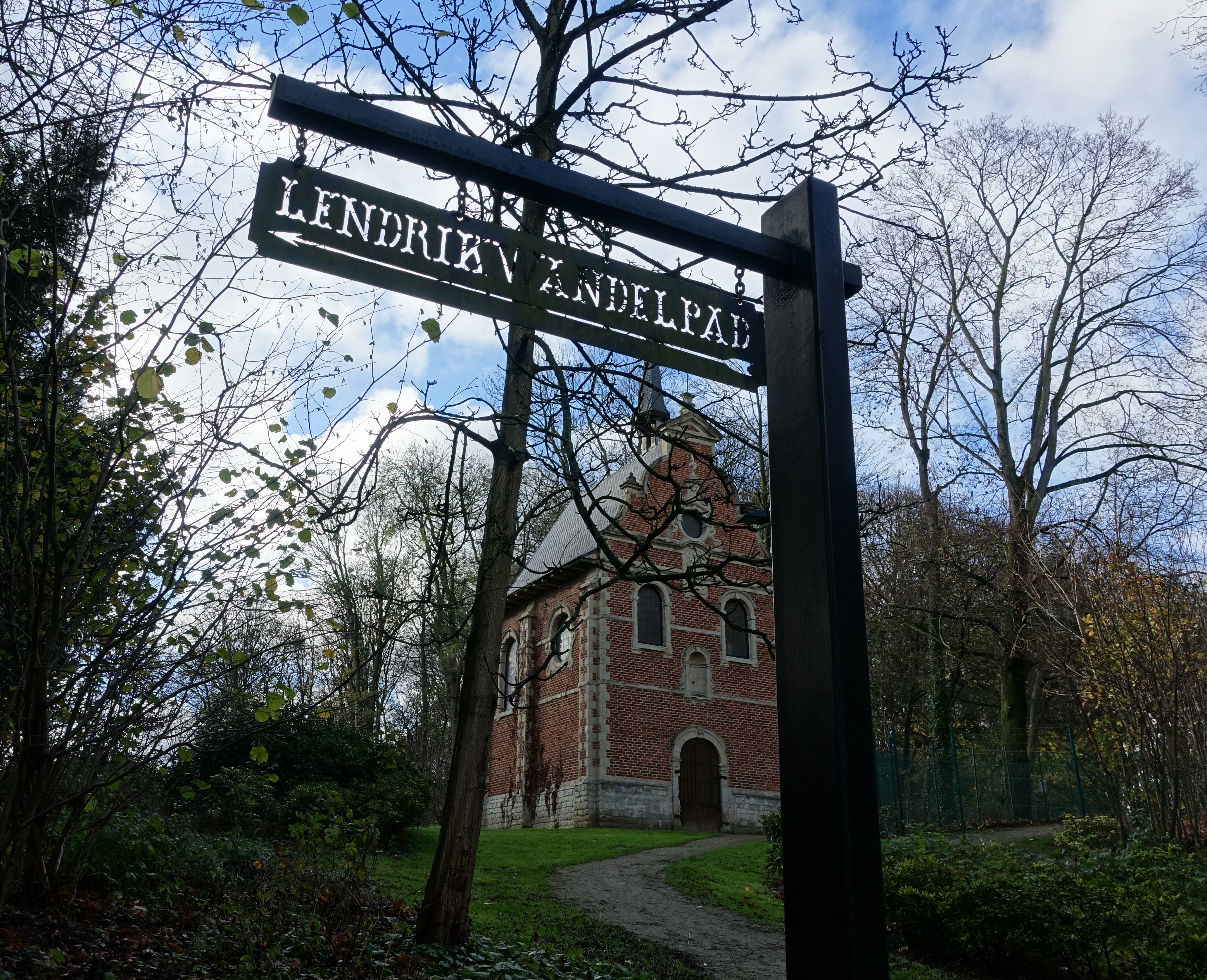
Het Lendrikwandelpad door Domein Drie Fonteinen, aan de kapel

Naar de kapel is het 'Lendrik wandelpad' genoemd die langs de bijzonderste plekjes van het domein Drie Fonteinen voert.